# ۱۰۷۹ (میلادی)
۱۰۷۹ (میلادی) هزار و هفتاد و نهمین سال تقویم میلادی است.
‎